# Alfred Lion (muziekproducent)

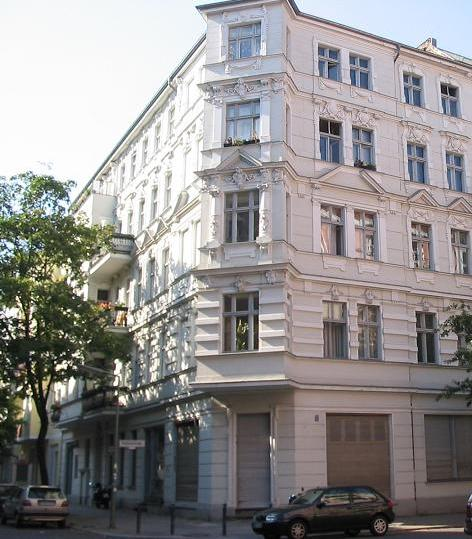
Gotenstrasse 7, geboortehuis van Lion in Berlijn.

Alfred Lion, geboren als Alfred Loew (Berlijn, 21 april 1908 – Poway (San Diego), 2 februari 1987), was een van de oprichters van het jazzlabel Blue Note Records. 

## Beginjaren
Lions levenslange fascinatie voor jazzmuziek begon toen hij op zijn zestiende in Berlijn voor het eerst een jazzconcert bijwoonde van het Sam Wooding's Orchestra. In 1929 besloot hij naar de Verenigde Staten te emigreren, maar een noodzakelijke ziekenhuisopname dwong hem ertoe terug te keren naar Berlijn.
In 1933 ging Lion vervolgens terug naar het zuiden van de VS, waar hij werkte voor Duitse import- en exportbedrijven. In 1938 verhuisde hij naar New York. Zijn bezoek aan een van de twee concerten die in Carnegie Hall onder de noemer From Spirituals to Swing gehouden werden, droeg uiteindelijk sterk bij aan zijn besluit een eigen platenmaatschappij op te richten.

## Blue Note Records
Samen met de communistische schrijver Max Margulis, die zorgde voor het benodigde startkapitaal, richtte hij in 1939 Blue Note Records op. De eerste artiesten die Lion contracteerde, waren de boogiewoogie-pianisten Albert Ammons en Meade Lux Lewis, van wie hij een jaar eerder concerten had bijgewoond. Het eerste grote succes boekte Blue Note in hetzelfde jaar met Sidney Bechets opname van Summertime. Het opmerkelijke eraan was dat de opname vanwege zijn lengte verscheen op een 78 toerenplaat van 12 inch in plaats van de gebruikelijke 10 inch. 
Toen Lion werd opgeroepen voor militaire dienst had zijn Berlijnse jeugdvriend Francis Wolff zich inmiddels bij hem aangesloten, en deze nam de zaak tijdens Lions afwezigheid tijdelijk waar. Margulis was inmiddels op geen enkele manier meer bij het bedrijf betrokken. Na zijn terugkeer begon Lion de moderne ontwikkelingen in de jazz te verkennen, en werd hij attent gemaakt op Thelonious Monk.

## Latere jaren
In de jaren vijftig en zestig spitste Blue Note zich vooral toe op het genre dat bekend zou worden als de hard bop. Musici als Art Blakey en Horace Silver waren vertegenwoordigers van dit genre. Halverwege de jaren vijftig had de platenmaatschappij het echter zwaar te verduren, onder meer doordat de platenindustrie was overgestapt op de 12 inchlangspeelplaat, maar Blue Note overleefde de crisis dankzij de populariteit van de souljazz zoals belichaamd door jazzorganist Jimmy Smith. Later bracht het succes van Horace Silvers Song for My Father and Lee Morgans The Sidewinder distributeurs er zelfs toe Lion onder druk te zetten om meer hits te produceren.
Na enkele jaren met hartklachten gekampt te hebben, ging Lion in 1967 met pensioen, nadat hij in 1965 Blue Note aan Liberty Records had verkocht. Liberty Records werd op zijn beurt overgenomen door United Artists. Van het oude Blue Note was toen weinig meer over, totdat Bruce Lundvall van EMI het label weer tot leven bracht. 
Lion trok zich met zijn tweede vrouw terug in Mexico. Hij stierf in een ziekenhuis in San Diego aan hartproblemen. Vlak voor zijn dood had hij eindelijk de erkenning gekregen die hem lang was onthouden en had hij zelfs enkele Blue Note-festivals in Japan bijgewoond.